# Aleksandar Pantić (1992)
Aleksandar Pantić (in serbo Александар Пантић?; Aranđelovac, 11 aprile 1992) è un calciatore serbo, difensore svincolato.

## Carriera

### Club
Dopo gli inizi in patria, al Rad Belgrado e alla Stella Rossa, si è trasferito in Spagna, al Villarreal. Nell'estate 2014, grazie ad una formula di prestito, è divenuto un difensore del Córdoba.

### Nazionale
Ha esordito con la nazionale Under-21 serba durante le qualificazioni agli europei di categoria nel 2012.